# 北海道鵡川高等学校
北海道鵡川高等学校（ほっかいどうむかわこうとうがっこう、Hokkaido Mukawa High School）は、北海道勇払郡むかわ町にある公立（道立）の高等学校である。全日制普通科。野球部の活動が盛んであり、甲子園の出場経験もある。

## 沿革
- 1952年 - 北海道苫小牧高等学校（現在の苫小牧東高と苫小牧西高）の鵡川分校として開校、同年11月に第二種北海道鵡川高等学校として独立
- 1953年 - 北海道勇払郡鵡川町立鵡川高等学校と改称
- 1955年 - 第一種北海道鵡川高等学校と改称
- 1963年 - 農業科設置認可
- 1965年 - 生活科設置認可（定時制普通科・別科募集停止）
- 1972年 - 全日制課程普通科1間口設置認可（生活科募集停止）
- 1973年 - 全日制課程普通科2間口入学式挙行（定時制農業科募集停止）
- 1976年 - 定時制課程閉科、道立移管
- 1989年 - 新校舎に移転
- 1996年 - 陸上部　第49回全国高等学校陸上競技対校選手権大会出場（砲丸投げ）
- 1997年 -
  - 陸上部　第50回全国高等学校陸上競技対校選手権大会出場（砲丸投げ）
  - 写真部　第21回全国高等学校総合文化祭出場　優秀賞受賞

- 2002年 - 野球部　第74回選抜高等学校野球大会出場
- 2003年 -
  - 連携型中高一貫教育導入
  - 野球部　第34回明治神宮野球大会出場

- 2004年 - 野球部　第76回選抜高等学校野球大会出場
- 2007年 - 吹奏楽部　第7回東日本学校吹奏楽大会出場
- 2008年 - 野球部　第39回明治神宮野球大会出場
- 2009年 - 野球部　第81回選抜高等学校野球大会出場
- 2018年 -
  - 北海道胆振東部地震で被災
  - 吹奏楽部　2018（第24回）日本管楽合奏コンテストに高等学校S部門で出場、優秀賞受賞

- 2019年 - 吹奏楽部　2019（第25回）日本管楽合奏コンテストに高等学校S部門で出場、優秀賞受賞
- 2020年 - 
  - 北海道鵡川高等学校高校魅力化コンソーシアム設立
  - 吹奏楽部　2020（第26回）日本管楽合奏コンテストに高等学校S部門で出場、最優秀賞受賞

- 2021年 - 
  - 地域みらい留学365　受け入れ開始
  - 学校運営協議会（コミュニティースクール）設置
  - 吹奏楽部　2021（第27回）日本管楽合奏コンテストに高等学校S部門で出場、最優秀賞受賞

- 2022年 - 
  - むかわ町・札幌大学・北海道鵡川高等学校の三者包括連携協定調印、連携開始
  - 定期考査廃止
  - 軽音楽部　第15回全国高等学校軽音楽フェスティバル出場　優秀賞受賞
  - 軽音楽部　第46回全国高等学校総合文化祭東京大会「とうきょう総文2022」軽音楽部門出場

## 部活動

### 野球部
野球部は春のセンバツに過去３回出場しており、現在２勝３敗である。学校は胆振総合振興局に所在するが、近年は学区外の空知総合振興局出身の部員が多い。
- 1990年 - 軟式野球部が硬式野球部へと転換する
- 2002年 - 野球部が21世紀枠で第74回選抜高等学校野球大会に初出場
  - 1回戦: 三木に12-8で勝利
  - 2回戦: 広島商に0-1で敗れる
- 2004年 - 野球部が第76回選抜高等学校野球大会に2年ぶり2回目の出場
  - 1回戦: 八幡浜に6-3で勝利
  - 2回戦: 社に1-2で敗れる
- 2009年 - 野球部が第81回選抜高等学校野球大会に5年ぶり3回目の出場
  - 1回戦: 花巻東に0-5で敗れる

### 吹奏楽部
吹奏楽部は東日本学校吹奏楽大会に１回、日本管楽合奏コンテストに４回出場している。特に日本管楽合奏コンテストでは2018年から4年連続で全国大会に出場し、2020年と2021年に最優秀賞を受賞している。
- 1999年 - 吹奏楽部創部
- 2002年 - 第47回北海道吹奏楽団体コンクールに高等学校C編成の部で出場、金賞受賞
- 2007年 - 第7回東日本学校吹奏楽大会に出場
- 2018年 - 2018（第24回）日本管楽合奏コンテストに高等学校S部門で出場、優秀賞受賞
- 2019年 - 2019（第25回）日本管楽合奏コンテストに高等学校S部門で出場、優秀賞受賞
- 2020年 - 2020（第26回）日本管楽合奏コンテストに高等学校S部門で出場、最優秀賞受賞
- 2021年 - 2021（第27回）日本管楽合奏コンテストに高等学校S部門で出場、最優秀賞受賞

### 軽音楽部
軽音楽部は全国高等学校軽音フェスティバルに１回、全国高等学校総合文化祭に１回出場している。

## 出身者
- 池田剛基（元プロ野球選手・北海道日本ハムファイターズ）
- 松井雄飛（ミュージシャン）